# Andreas May
Andreas May (* 12. November 1817 in Bamberg; † 7. Januar 1899 in München) war ein deutscher Jurist und Dramatiker. Er verwendete bei einigen Publikationen das Pseudonym Richard Franke.

## Leben
May wurde als Sohn eines Bierbrauers geboren. Er besuchte in Bamberg das Gymnasium und das bischöfliche Lyzeum. Nach einem Rechtsstudium in Würzburg und München folgte 1842 die Promotion und das Staatsexamen in Bayreuth. 1843 wurde er Assessor am Appellationsgericht Oberfranken. 1848 folgte die Versetzung nach München. In den Folgejahren wurde er bis zum „Rathe am Obersten Gerichtshofe“ befördert und fungierte auch als Schwurgerichtspräsident. Nach einem leichten Schlaganfall 1878 wurde er in den Ruhestand versetzt. In seiner Freizeit und dem Ruhestand widmete er sich der Literatur und publizierte auch unter dem Pseudonym „Richard Franke“. Lange Zeit war er Vorstand des Münchener Zweigvereins der Deutschen Schillerstiftung. Einige seiner Stücke wurden im Nationaltheater München gespielt.
May pflegte freundschaftlichen Kontakt zu Emanuel Geibel, Melchior Mayr, Hermann von Schmid und Paul Heyse.
Andreas May starb 1899 im Alter von 81 Jahren in München.

## Grabstätte

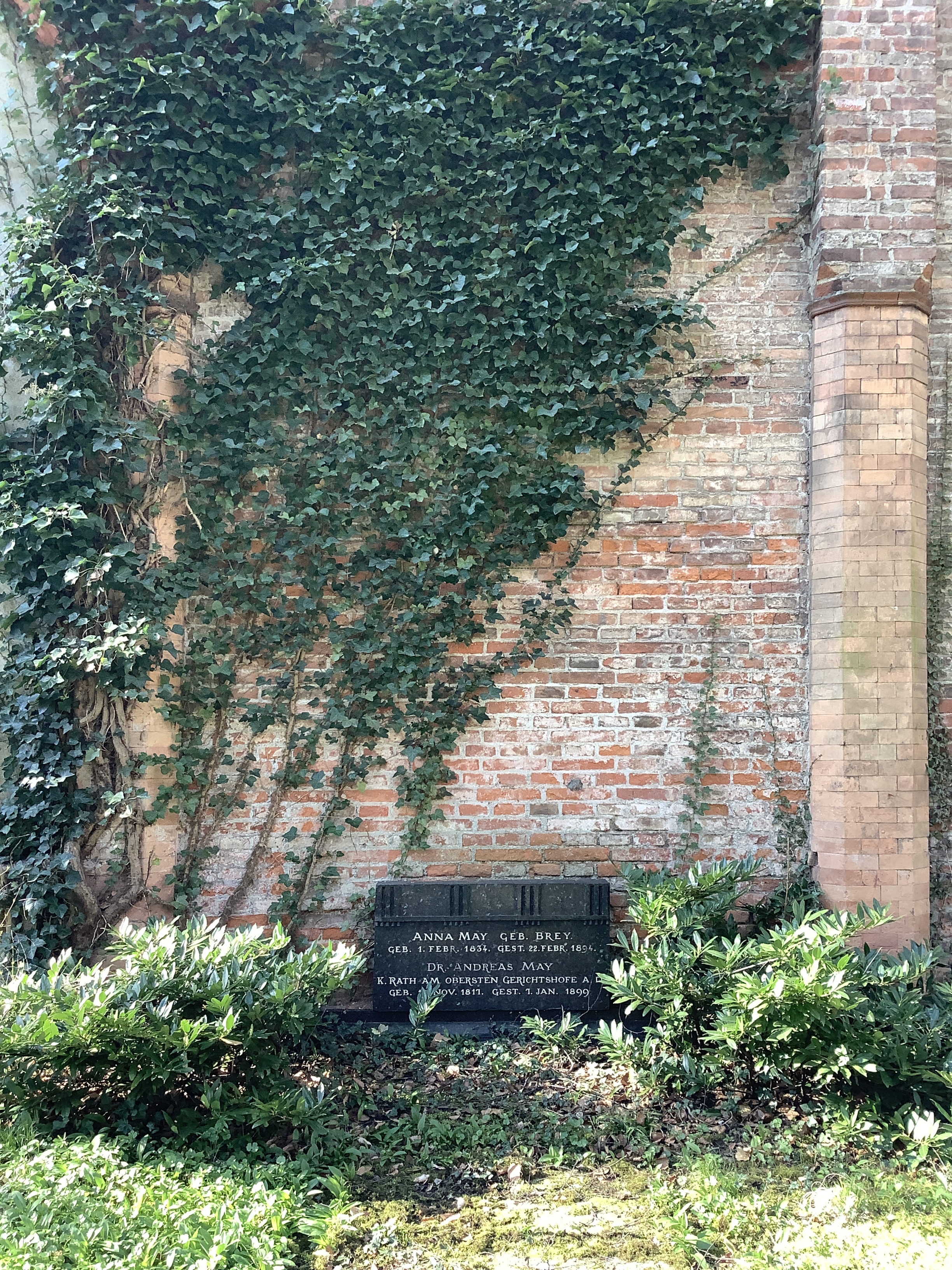
Grab von Andreas May auf dem Alten Südlichen Friedhof in München

Die Grabstätte von Andreas May befindet sich auf dem Alten Südlichen Friedhof in München (Neu Arkaden Platz 99 bei Gräberfeld 42) Standort.

## Werke (Auswahl)
- 1844 Assur (Dichtung, als Richard Franke)
- 1866 Frauenehre (Novelle, in Westermanns Monatshefte)
- 1867 Dramen in 2 Bänden (Sammlung älterer Dramen)
- 1883 Der Zögling von San Marco

## Quelle
- Ludwig Fränkel: May, Andreas. In: Allgemeine Deutsche Biographie (ADB). Band 52, Duncker & Humblot, Leipzig 1906, S. 272 f.